# Didimus parastictus
Didimus parastictus is een keversoort uit de familie Passalidae. De wetenschappelijke naam van de soort is voor het eerst geldig gepubliceerd in 1843 door Imhoff.